# 希腊正教会圣君士坦丁圣海伦纳主教座堂 (布鲁克林)

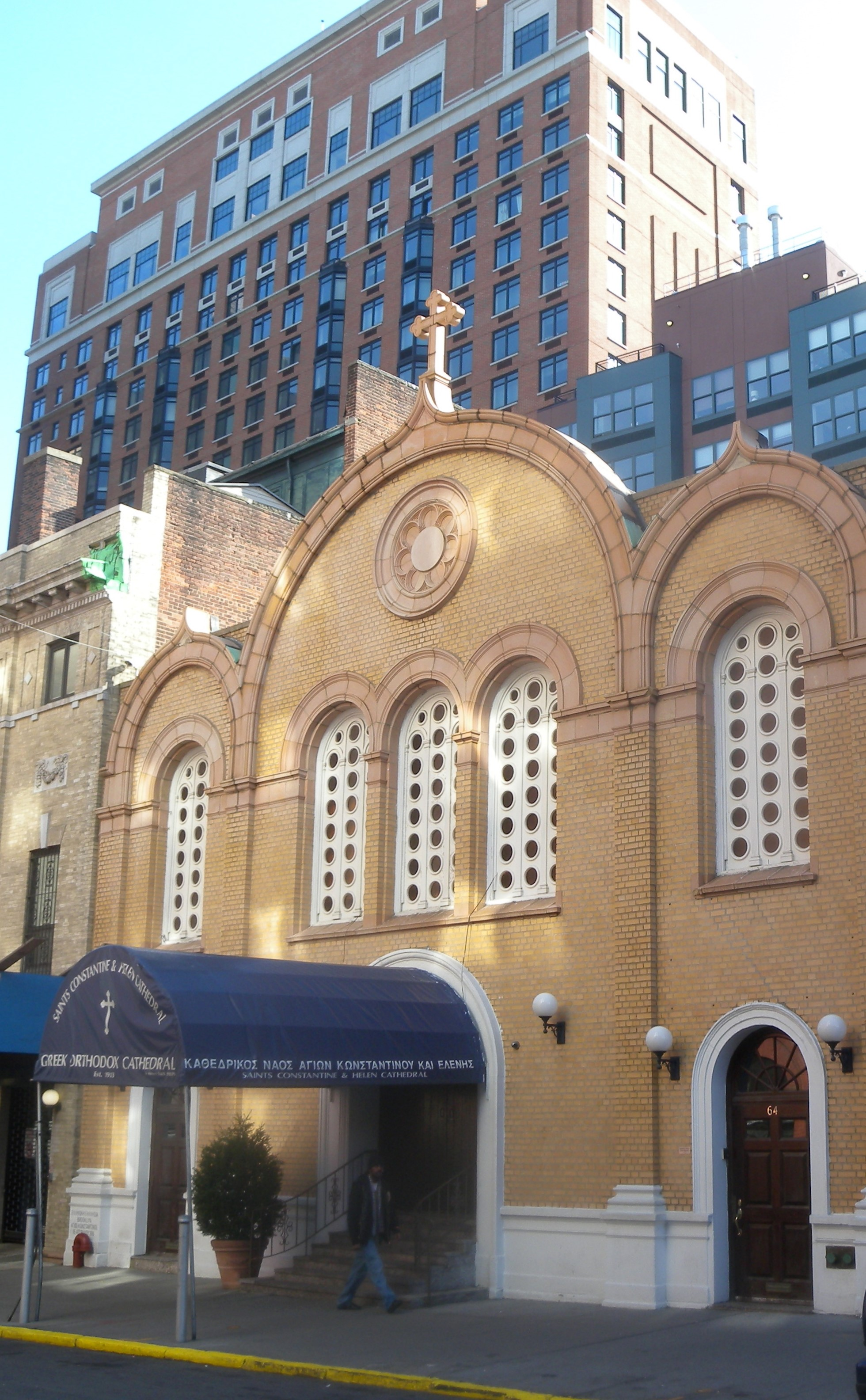

希腊正教会圣君士坦丁圣海伦纳主教座堂（Greek Orthodox Cathedral of Sts. Constantine and Helen）是一个希腊正教会主教座堂，位于美国纽约布鲁克林中心Schermerhorn街64号。该堂接纳了在九一一袭击事件期间被摧毁的曼哈顿希腊正教会圣尼古拉堂的教友。 
该堂创立于1913年，是长岛的第一个希腊东正教教区，也是纽约市最古老的希腊东正教教堂之一。 。在约翰逊街和劳伦斯街的一个小楼里聚会数年后，社区筹集资金建造一个新建筑，在1916年4月16日奠基。
1991年的火灾损坏了建筑物，已经完成修复。教堂后面是 A. Fantis Parochial 学校，成立于1963年。该堂距离纽约交通博物馆半个街区。
该堂在1946年和1960年两度扩建，1966年6月成为布鲁克林的主教座堂。

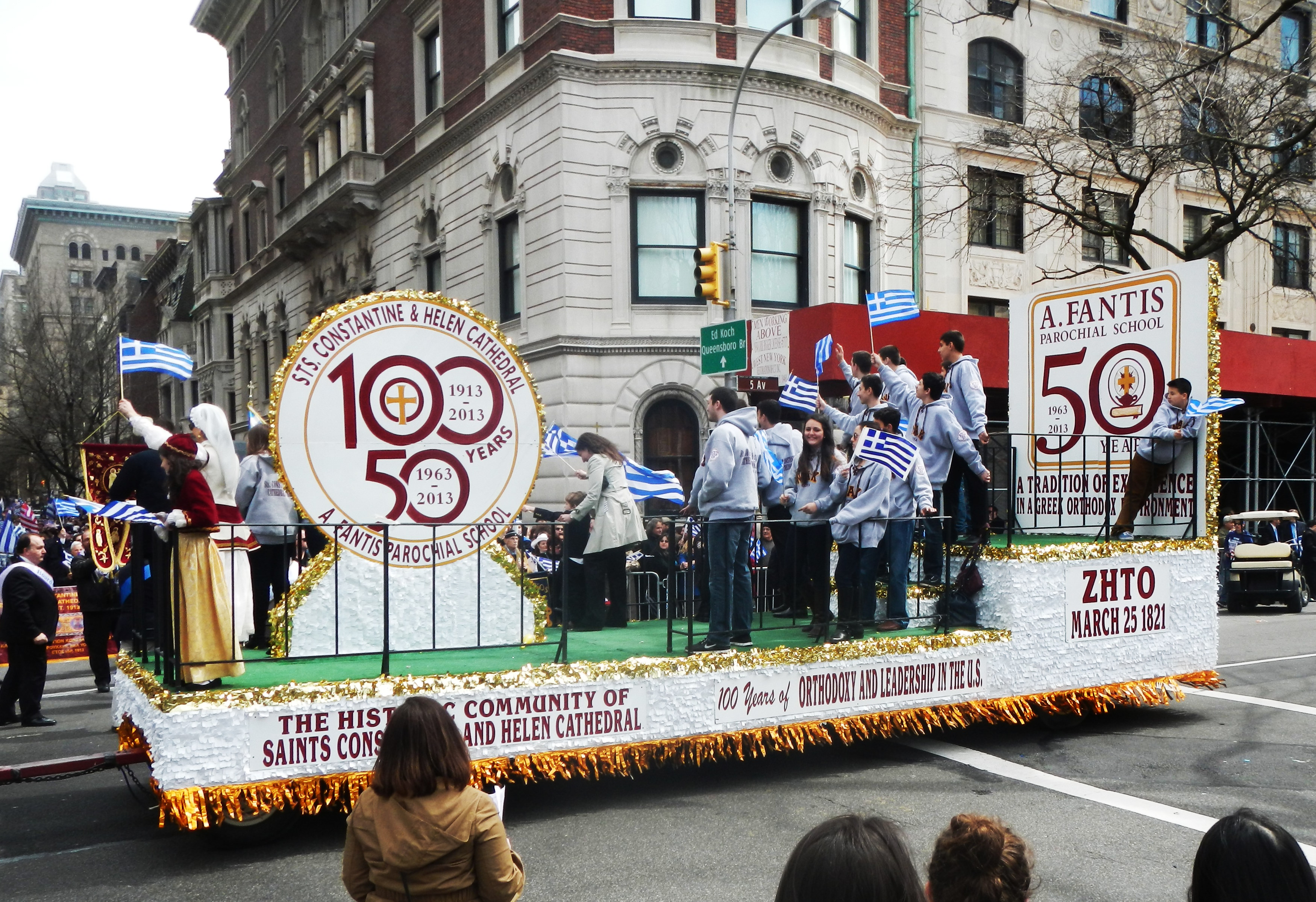